# Andrologie
Andrologie is een geneeskundig specialisme dat zich bezighoudt met ziekten van mannen (in tegenstelling tot gynaecologie). De term 'andrologie' is afgeleid van het Oudgriekse ἀνήρ (anēr), genitivus ἀνδρός (andros) dat 'man' betekent. Andrologen zijn artsen die gespecialiseerd zijn in de diagnose en behandeling van aandoeningen die specifiek bij mannen voorkomen.
Er is een zekere overlapping met het vakgebied van de urologie.

## Geschiedenis van andrologie
Andrologie als specialiteit ontstond pas in de jaren '70 van de twintigste eeuw, nadat de aandacht voor de reproductieve gezondheid van vrouwen sterk was toegenomen. Pas later realiseerde men zich dat ook mannen problemen kunnen hebben met hun voortplanting en seksualiteit. Het duurde nog enkele jaren voordat de eerste andrologieklinieken werden opgericht.

## Gebieden van expertise
Andrologen zijn getraind in de diagnose en behandeling van een breed scala aan aandoeningen die specifiek bij mannen voorkomen. Enkele voorbeelden van aandoeningen waarop andrologen zich richten zijn:
- Onvruchtbaarheid: Dit is een veelvoorkomend probleem bij mannen en kan verschillende oorzaken hebben.
- Erectiestoornissen: Dit zijn problemen met het krijgen of behouden van een erectie. Erectiestoornissen kunnen het gevolg zijn van verschillende factoren, waaronder hormonale problemen, vaataandoeningen, neurologische problemen en psychologische problemen.
- Testosterondeficiëntie: Dit is een aandoening waarbij het lichaam te weinig testosteron produceert. Dit kan leiden tot verschillende symptomen, zoals vermoeidheid, verminderd libido en spierzwakte.
- Andere aandoeningen: Andrologen richten zich ook op andere aandoeningen die specifiek bij mannen voorkomen, zoals zaadbalkanker, prostaatkanker en aandoeningen van de penis.

## Preventieve zorg in andrologie
Andrologen richten zich niet alleen op de diagnose en behandeling van aandoeningen bij mannen, maar ook op preventieve zorg. Mannen kunnen bijvoorbeeld advies krijgen over gezonde leefgewoonten, zoals regelmatig bewegen en een uitgebalanceerd dieet. Andrologen kunnen ook screenings en testen uitvoeren om aandoeningen in een vroeg stadium op te sporen, zoals prostaatkanker. Verder kunnen andrologen ook voorlichting geven over seksuele gezondheid en anticonceptie. Door middel van preventieve zorg kan de gezondheid van mannen worden bevorderd en kunnen ernstige aandoeningen worden voorkomen.

## Behandelingsopties in andrologie
De behandeling van aandoeningen in andrologie kan variëren van medicatie en hormoontherapie tot chirurgische ingrepen. Bij erectiestoornissen kunnen medicijnen zoals sildenafil en tadalafil worden voorgeschreven om de bloedstroom naar de penis te verhogen en zo de erectie te verbeteren. In geval van een testosterontekort kan hormoontherapie worden voorgeschreven om het testosteronniveau te verhogen. Chirurgische ingrepen kunnen nodig zijn bij aandoeningen zoals prostaatkanker en zaadbalkanker, waarbij de prostaat of zaadballen gedeeltelijk of volledig worden verwijderd.